# Tadeusz Basiewicz
Tadeusz Basiewicz (ur. 16 września 1927 w Kielcach, zm. 2 października 2016) – polski inżynier, specjalista infrastruktury transportu, profesor.

## Życiorys
Od 1947 studiował na Wydziale Inżynierii Lądowej Politechniki Krakowskiej, w 1952 uzyskał dyplom magistra inżyniera budownictwa lądowego i rozpoczął pracę w Biurze Projektów Kolejowych. W 1953 z polecenia promotora pracy magisterskiej, prof. Romana Ciesielskiego wyjechał do ZSRR na studia doktoranckie w Moskiewskim Uniwersytecie Technologicznym, w 1956 uzyskał stopień doktora nauk technicznych. Po powrocie do kraju został pracownikiem Instytutu Naukowo-Badawczego Kolejnictwa, od 1960 był zastępcą dyrektora ds. naukowo-badawczych w Centralnym Ośrodku Badań i Rozwoju Techniki Kolejnictwa (obecnie Instytut Kolejnictwa). Współorganizował i nadzorował budowę stacji badawczej na Olszynce Grochowskiej w Warszawie. W 1964 uzyskał stopień doktora habilitowanego nauk technicznych na Politechnice Warszawskiej. W latach 1970–1980 był dyrektorem naczelnym Centralnego Biura Projektowo-Badawczego Budownictwa Kolejowego „Kolprojekt”. W 1990 otrzymał tytuł profesora zwyczajnego.
Był członkiem honorowym Stowarzyszenia Inżynierów i Techników Komunikacji RP, a także członkiem Komitetu Inżynierii Lądowej i Wodnej PAN oraz Komitetu Transportu PAN, którego był również przewodniczącym. Związany był z Zakładem Infrastruktury Transportu Wydziału Transportu Politechniki Warszawskiej, którego był kierownikiem w latach 1985–1999.
Pochowany w Polanicy-Zdroju.

## Wybrane odznaczenia
- Krzyż Komandorski Orderu Odrodzenia Polski (1979)[4][8],
- Krzyż Oficerski Orderu Odrodzenia Polski (1976)[4],
- Krzyż Kawalerski Orderu Odrodzenia Polski[4]
- Medal Komisji Edukacji Narodowej (2000).

## Wybrana bibliografia autorska
- Metodologia projektowania w inżynierii transportu (Wydawnictwa Politechniki Warszawskiej, Warszawa, 1987)
- Nawierzchnia kolejowa z podkładami betonowym (Wydawnictwa Komunikacji i Łączności, Warszawa, 1969)
- Projektowanie infrastruktury kolejowej (Wydawnictwa Komunikacji i Łączności, Warszawa, 1988; ISBN 83-206-0770-1)
- Tor kolejowy na podkładach betonowych (Wydawnictwa Komunikacji i Łączności, Warszawa, 1963)